# Oberstadion
Oberstadion település Németországban, azon belül Baden-Württembergben. Lakosainak száma 1627 fő (2023. december 31.).

## Népesség
A település népessége az elmúlt években az alábbi módon változott:
| Lakosok száma | 1338 | 1340 | 1211 | 1195 | 1229 | 1369 | 1573 | 1615 | 1534 | 1627 |
|               | 1961 | 1967 | 1974 | 1980 | 1986 | 1993 | 1999 | 2005 | 2012 | 2023 |

## A település részéi
- Oberstadion
- Hundersingen
- Mundeldingen
- Moosbeuren
- Mühlhausen
- Rettighofen